# Пам'ятки архітектури Благовіщенського району
У Благовіщенському районі Кіровоградської області на обліку перебуває 8 пам'яток архітектури.
| № пп | Найменування пам'ятки              | Датування     | Розташування пам'ятки                     | Охорон. номер |
| ---- | ---------------------------------- | ------------- | ----------------------------------------- | ------------- |
| 1    | Ґуральня                           | 19 ст.        | м. Благовіщенське, вул. Героїв України, 5 | 165-Кв        |
|      | Комплекс земської лікарня          |               | с Великі Трояни                           | виявлена      |
| 2    | Лікувальний корпус                 | 1913 р.       | с Великі Трояни                           | виявлена      |
| 3    | Лікувальний корпус                 | 1913 р.       | с Великі Трояни                           | виявлена      |
| 4    | Церква Архістратига Михаїла        | 19 ст.        | с. Данилова Балка, вул. Леніна, 18 А      | 409-Кв        |
| 5    | Будинок колишньої земської волості | кінець 19 ст. | с. Данилова Балка                         | виявлена      |
| 6    | Церква Дмитрія Святителя           | 1898 р.       | с. Кам'яний Брід вул. Комсомольська, 17 А | 113-Кв        |
| 7    | Святодухівська церква              | 1804 р.       | с. Кам'яна Криниця                        | 166-Кв        |
| 8    | Водяний млин                       | к.19 ст.      | с. Луполове                               | 167-Кв        |
|      |                                    |               |                                           |               |